# Ciornîi Kut, Berezivka
Ciornîi Kut (în ucraineană Чорний Кут) este un sat în comuna Stari Maiakî din raionul Berezivka, regiunea Odesa, Ucraina. Anterior a purtat denumirea Cervonîi Kut.

## Demografie
Componența lingvistică a localității Ciornîi Kut
     Ucraineană (79,44%)
     Rusă (10,48%)
     Română (8,47%)
     Alte limbi (1,21%)
Conform recensământului din 2001, majoritatea populației localității Ciornîi Kut era vorbitoare de ucraineană (79,44%), existând în minoritate și vorbitori de rusă (10,48%) și română (8,47%).